# Poichichade
La poichichade, également appelée céserade (de ceze, pois chiche en occitan), est une purée de pois chiches originaire du sud de la France. 
Cette spécialité culinaire, similaire au houmous mais dépourvue de tahiné dans sa composition, est répandue dans toute la région méridionale. Sa popularité découle en grande partie de la culture ancestrale du pois chiche, présente depuis le Moyen-Âge voire l'Antiquité dans certaines zones.
La tradition de la poichichade est ancrée dans le midi de la France, où la consommation de pois chiches est particulièrement associée au dimanche des Rameaux. Dans ces contrées, le pois chiche joue un rôle central lors des repas festifs et revêt une signification culturelle profonde.